# J.L. Lund
 Ikke at forveksle med redaktøren og politikeren Johan Ludvig Lund, kendt som Ludvig Lund
Johan(n) Ludvig (Ludewig) Gebhard Lund, kendt som J.L. Lund (født 16. oktober 1777 i Kiel, død 3. marts 1867 i København), dansk maler.

## Uddannelse
Lund var søn af malermester Hans Gievert Lund og Marie Magdalene Christine, født Bremer. Han kom til København for at uddanne sig til kunstner og fik hurtig adgang til flere af datidens rige og formående huse, hvilket også fik indflydelse på hans kunstnerbane. På Kunstakademiet fik han Nicolai Abildgaard til lærer, og han vandt akademiets sølvmedaljer i 1798 og 1799, men tog ikke del i konkurserne om guldmedaljen. 
Allerede 1799 rejste han til Dresden, hvor han var indskrevet på det lokale kunstakademi. Han var blevet ven med den tyske maler Caspar David Friedrich under akademitiden i København, og det var ham der opfordrede Lund til at opsøge akademiet i Dresden. Derfra rejste han til Paris, hvor han uddannede sig i Jacques-Louis Davids atelier. Fra Paris drog han til Italien, hvor han blev påvirket af renæssancens kunst og de tyske nazarenere.

## Idealismens maler
I Rom lærte Lund billedhuggeren Bertel Thorvaldsen at kende og tilbragte nu flere år i Italien med understøttelse fra fonden ad usus publicos og Herman Schubart. Her malede han Andromache i afmagt ved synet af Hectors mishandlede Lig, med en mængde legemsstore figurer (1807); det var indtil 1961 forsvundet, fordi skibet, der førte det hjemad, blev opbragt af englænderne, men blev altså langt senere returneret til Danmark. 
På grund af tabet malede han i 1810 Andromache ved Hectors grav, som baron Herman Schubart, generalkonsul i Livorno, skænkede til Den Kongelige Malerisamling.
| - Andromache i afmagt ved synet af Hectors mishandlede lig, 1803-04 - Pyrrhos og Andromache ved Hectors grav, 1807-11 |
| Med disse to billeder, som havde henrykket Friederike Brun og hendes kreds, kom Lund til at indtage den ejendommelige plads som "Idealismens Maler" i modsætning til Eckersbergs realisme. De to kunstnernavne betegnede i en lang årrække to skarpt adskilte partier, medens de som kunstnerkredsen udvidedes, næsten har mere, der er fælles end forskelligt. |

## Professor ved Modelskolen
Lund vendte hjem og blev 1812 agreeret og 1814 medlem af Akademiet på Habor og Signe. Dette billede stod i anordningen tilbage for det store galleribillede, men savnede ikke en vis harmoni og en "idealistisk" skønhedsfølelse, som tiltalte hans velynderes kreds.P.O. Brøndsted, der i udlandet havde set så megen kunst, skrev en begejstret lovprisning af billedet. 
Akademiet ville dog ikke anbefale ham til at blive kongelig historiemaler og det ledige professorat efter Abildgaards død , men ville vente med afgørelsen, til Eckersberg og Kratzenstein Stub kom hjem. Den sidstnævnte døde allerede 1816, Lund rejste krænket til Rom igen og kom først 1819 tilbage i følge med Thorvaldsen. 
I 1818 blev både Eckersberg og Lund professor, Lund ved Modelskolen. Blandt hans nærmeste elever var historiemalere som Ditlev Blunck, men særlig stor betydning fik han for den efterfølgende generation af landskabsmalere som J.Th. Lundbye, Dankvart Dreyer og P.C. Skovgaard.
Han giftede sig 24. december 1820 med Augusta Lorentz (1797–1871), datter af Johan Henrik Lorentz og Frederikke Vilhelmine, født Lintrup. Lund vandrede nu sin embedsbane side om side med Eckersberg. Men alt som sansen for Eckersbergs kunst voksede, blegnede Lunds stjerne, ligesom alderen blegede hans farver, men han stod dog så længe som mærkesmand og har ved sin trofaste flid og sit hjælpsomme hjerte haft så megen indflydelse på udviklingen af mange kunstneres liv og virksomhed, at han ikke fortjener at skydes ganske til side.

## Værker
Til Christiansborg Slot malede han, atter side om side med Eckersberg, fem store billeder, forestillende Danmarks forskellige kulturperioder, lige fra naturtilstanden til den lutherske reformation. Hvor afdæmpede de end står i farverne, viste de en kunstner, der kunne magte store opgaver, om end den sande kunstneriske løftelse og frigørelse fattedes, og midterbilledet, Kristendommens Indførelse i Norden, var utvivlsomt det største oliemaleri, der indtil da var malet i Danmark. 
Foruden disse store billeder malede han en række ret stemningsfulde altertavler, den første til Sankt Petri Kirke, en anden til Slotskirken, hvilken dog mange år senere havnede i Sankt Johannes Kirke på Nørrebro, og en mængde i mindre format til forskellige landsbykirker. Lund malede forholdsvis få portrætter, hvoriblandt kan fremhæves Oehlenschlägers (stukket 1822), men dvælede gerne ved sine minder om Italiens natur i små, lidt blege, men fint følte landskaber. Et arbejde, der viser betydelige evner i dekorativ retning, var det smukke fortæppe til Det Kongelige Teater, med den fængslende udsigt til Akropolis (1828). Det var en heldig tanke, at denne komposition blev gentaget til det nuværende teater.

## Eftermæle
En samling breve, som blev skænket til Det Kongelige Bibliotek, viser, i hvilken udstrakt vekselvirkning Lund stod til en mængde af datidens yngre kunstnere. En af hans elever, professor Aug. Schiøtt, har malet hans portræt i oldingsalder. Han gik af som professor 1861, blev samtidig etatsråd og havde aldrig været Akademiets direktør, men var flere gange dets kasserer-, endog efter at han havde været blind og ved en heldig operation havde genvundet synet, overtog han på ny, som afgået professor, denne tillidspost. 1829 var han blevet Ridder af Dannebrog og 1840 Dannebrogsmand.
Han var som ung af et muntert naturel og bevarede endnu i sin høje alderdom stor livlighed og åndsfriskhed; han døde uden egentlig sygdom natten mellem 2. og 3. marts 1867. Han var mere en vel uddannet og flittig end en rigt begavet kunstner, havde Judicium, men ej Geni, som det hed i datidens sprog (1810) i en kunstbroders mund; men hans arbejder kunne lade sig se, hvor det skal være, tilføjedes der.
Han er begravet på Holmens Kirkegård.

## Billeder
| - Andre værker af J.L. Lund - En offerscene, ukendt datering - Opstandelsen på altertavle, 1819 Sankt Petri Kirke - Antik kriger. Studiehoved, 1801 - Orsola Polverini Narlinghi, Thorvaldsens værtinde i Rom 1800-1804. Malet mellem 1802 og 1804 - Kronprins Christian Frederick, 1813 – Senere Chr. 8 - Landskab uden titel fra Johan Bülows 'kunstbog' For Kunstnere og Kunstelskere om bl.a. Sanderumgaard, 1815 Blyant og tusch på papir - Sankt Anna lærer Jomfru Maria at læse, 1818 - Jomfru Maria med Jesusbarnet, 1820 - Magdalene med salvekrukken. Mellem 1792 og 1827 - Kunstkammerforvalter Johan Conrad Spengler, 1834 - Den sidste skjald, 1837 - Skovparti nær Bagsværd sø. Mellem 1840 og 1842 |